# Takanobu Jumonji
Takanobu Jumonji (japanska: 十文字 貴信), född den 10 november 1975 i Chiba, Japan, är en fransk tävlingscyklist som tog OS-brons i tempoloppet i bancykling vid olympiska sommarspelen 1996 i Atlanta. 